# Pimelodella boschmai
Pimelodella boschmai är en fiskart som beskrevs av Van der Stigchel, 1964. Pimelodella boschmai ingår i släktet Pimelodella och familjen Heptapteridae. Inga underarter finns listade i Catalogue of Life.